# Laurentic (paquebot de 1927)
Pour l’article homonyme, voir Laurentic.
Le Laurentic (deuxième du nom) est un paquebot transatlantique britannique mis en service en 1927 par la White Star Line. Construit par les chantiers Harland & Wolff de Belfast, il est le seul navire que la compagnie ait commandé avec un budget restreint, et présente de ce fait certains archaïsmes comme sa propulsion au charbon. Après un voyage inaugural à destination de Liverpool, il sert sur la ligne du Canada jusqu'en 1934, date à laquelle l'entreprise se retire de cette route.
Après la fusion de la White Star avec la Cunard Line, le Laurentic est principalement affecté à des croisières, l'une d'elles étant marquée par une collision qui tue plusieurs marins. À partir de décembre 1935, cependant, le navire est laissé à quai à Liverpool, inutilisé. Durant les années qui suivent, il reste principalement inactif, mais est brièvement employé par le gouvernement britannique pour transporter des troupes en Palestine.
En août 1939, il est finalement réquisitionné et converti en croiseur auxiliaire pour patrouiller dans le cadre de la Seconde Guerre mondiale. C'est dans le cadre de cette mission qu'il est torpillé, le 3 novembre 1940, alors qu'il porte secours à un autre navire victime d'un sous-marin allemand. Le naufrage fait 49 victimes, auxquelles s'ajoutent 79 autres à bord d'un navire torpillé à son tour en venant apporter son secours.

## Histoire

### Une construction mouvementée

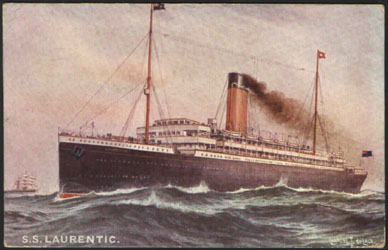
Le Laurentic porte le nom d'un paquebot de 1909 torpillé durant la Première Guerre mondiale.

Durant les années 1920, la White Star Line connaît une période difficile. Elle fait alors encore partie de l'International Mercantile Marine Co., groupement américain de compagnies maritimes, mais la direction de cet ensemble envisage de plus en plus fortement de se débarrasser de ses possessions non-américaines. C'est dans ce contexte incertain qu'est commandé le Laurentic, deuxième du nom. La construction de ce navire est particulière à plusieurs titres. C'est en effet l'unique fois, en soixante ans, que la White Star commande aux chantiers Harland & Wolff un navire sur la base d'un budget défini, et non selon la règle du « cost plus » qui donnait carte blanche aux constructeurs et assurait le paiement du prix des travaux plus un pourcentage assurant la marge du chantier. Le Laurentic fait donc figure de navire au rabais, fait inhabituel dans l'histoire de la compagnie. Si son président, Philip Franklin, avait au départ demandé que le paquebot soit le meilleur navire sur la ligne du Canada, il s'est ensuite rétracté en demandant qu'aucune dépense non nécessaire ne soit faite.
L'origine même de la construction est assez nébuleuse, puisque le Laurentic porte le numéro de coque 470, tandis que le Doric mis en service en 1923, quatre ans avant lui, portait le numéro de coque 573. Cela laisserait supposer que la décision de construire le Laurentic remonte au début des années 1920, et que les chantiers auraient conservé l'encombrante structure inachevée pendant plus de cinq ans, mais rien de certain n'explique ce délai. S'il affiche un profil proche de celui du Doric, le Laurentic se démarque également par un archaïsme : il est encore propulsé au charbon quand la plupart des navires récents sont alimentés au mazout, et sa propulsion est similaire à celle utilisée par le premier Laurentic, en 1909. De plus, si le navire semble avoir été assez tôt conçu pour la ligne du Canada, il est inexplicable qu'il ait été construit avec des mâts trop hauts pour passer sous le Pont de Montréal, les mâts devant être raccourcis après la construction.
La construction se poursuit malgré tout, mais est retardée par la grève générale de 1926 au Royaume-Uni. Le navire est finalement lancé sans cérémonie le 16 juin 1927, alors que la White Star est désormais propriété du britannique Lord Kylsant. Il est achevé cinq mois plus tard et prêt pour ses essais en mer le 1er novembre, après quoi il quitte Belfast pour Liverpool avec à son bord des représentants de la compagnie et des chantiers.

### Brève carrière commerciale

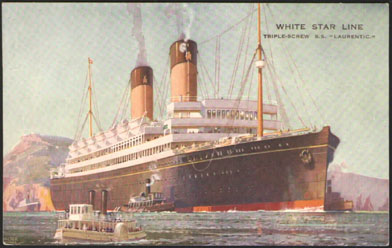
Carte postale du Laurentic, par Walter Thomas

Bien que prévu dès le départ pour la ligne du Canada, le Laurentic effectue son voyage inaugural le 12 novembre 1927 entre Liverpool et New York, et effectue une seconde rotation sur ce tracé le 31 décembre suivant. Il effectue ensuite deux croisières en Méditerranée, en janvier et mars 1928. Le 27 avril suivant, il effectue sa première traversée sur la ligne Liverpool - Québec - Montréal. Depuis la reprise de la White Star Line par Owen Philipps, la ligne canadienne est fréquentée par deux navires venus de la Royal Mail courant 1927, le Calgaric et l'Albertic, ainsi que des plus anciens Doric, Megantic et Regina.
Au fil du temps, cependant, le trafic diminuant, le Regina change de compagnie, le Calgaric est affecté à des croisières, et l'Albertic à la ligne de New York. Lorsque le Doric est à son tour affecté à des croisières en 1932, le Laurentic reste le dernier paquebot de la White Star affecté à la ligne canadienne. Le 3 octobre de la même année, le paquebot entre en collision avec le Lurigethan de la Moutain Steamship Co, dans le détroit de Belle Isle. Les deux navires sont endommagés au-dessus de la ligne de flottaison mais peuvent poursuivre leur voyage. Une enquête détermine par la suite que l'équipage du Laurentic est « responsable à 55 % » de l'accident.
Le 25 février 1934, le Laurentic effectue sa dernière traversée sur une ligne régulière pour la White Star, entre Boston, Halifax et Liverpool. Il est ensuite affecté à des croisières, plus rentables en période de crise. Ainsi, dès le mois de mars, il transporte 700 pèlerins de Dublin à Rome pour les fêtes de Pâques. Pour l'occasion, dix autels sont installés à bord pour permettre aux prêtres présents d'accomplir leur office, ainsi qu'un cinéma pour divertir les passagers. L'année est marquée, peu après par la fusion de la White Star avec sa rivale, la Cunard Line. Beaucoup de navires superflus sont vendus dans les temps qui suivent, mais le Laurentic est conservé et temporairement affecté à la ligne de Montréal, avant de revenir à ses croisières.
Durant l'été 1935, le navire effectue plusieurs croisières en Scandinavie, dont les tarifs descendent jusqu'à 1 £ la journée. L'une d'elles tourne cependant rapidement au désastre. Dans la nuit du dimanche 18 août, alors que le navire traverse la mer d'Irlande avec 620 passagers à son bord, il est heurté par le cargo Napier Star de la Blue Star Line. La proue de ce dernier pénètre profondément dans sa coque, tuant sur le coup six membres d'équipage et en blessant cinq autres. Les passagers sont dans un premier temps appelés à se rassembler près des canots, mais le capitaine décide finalement que tout danger est écarté et les envoie se recoucher. Le navire rentre dès le lendemain matin à Liverpool. Les passagers qui le souhaitent se voient proposer en retour une croisière à bord du Doric, qui connaît lui-même une collision quelques jours plus tard, mettant fin à sa carrière.
Les dommages subis par le Laurentic ne sont pas aussi graves, mais sont tout de même estimés à 20 000 £. Les travaux de réparation sont immédiatement conduits, le navire devant transporter le 6 septembre des pèlerins allant de Dublin à Lourdes. Conduits par les ouvriers des chantiers Harland & Wolff, les travaux sont terminés à temps pour qu'il puisse effectuer sa croisière. Celle-ci se révèle être son dernier voyage commercial : à partir de décembre 1935, le navire reste inutilisé sur les quais de la Mersey.

### Service militaire et naufrage

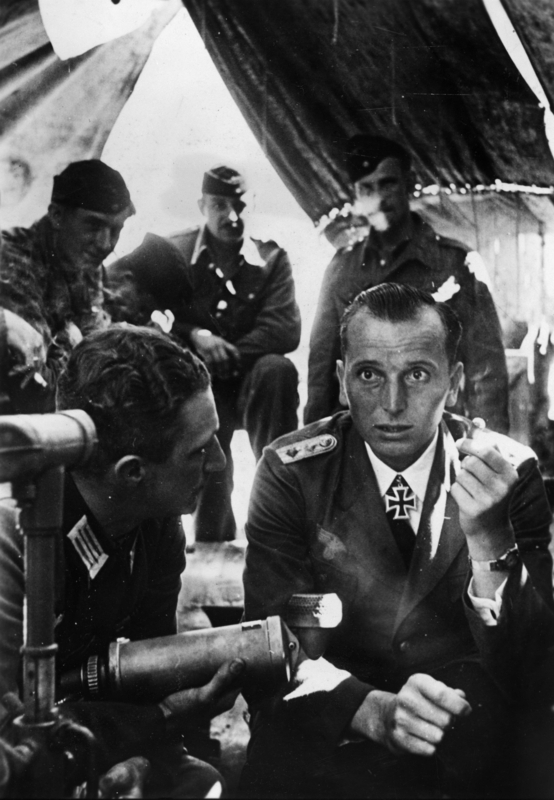
Otto Kretschmer, capitaine du sous-marin ayant torpillé le Lauentic.

Après près d'un an d'abandon, le Laurentic est transporté en septembre 1936 en cale sèche dans le Gladstone Dock de Liverpool pour y être remis en état de marche. Il rejoint alors Southampton pour transporter le 14 septembre des troupes britanniques à destination de Palestine pour répondre à une agitation grandissante. Il regagne ensuite Southampton où il est à nouveau mis au repos. Il connaît un bref usage en mai suivant : il accueille une partie du public venu assister à la revue navale de Spithead célébrant le couronnement de George VI. Il est ensuite à nouveau laissé à l'abandon pendant plus de deux ans.
Le 24 août 1939, à l'approche de la Seconde Guerre mondiale, le Laurentic est réquisitionné et transformé en croiseur auxiliaire, perdant dans la refonte une partie de sa superstructure arrière. Armé de canons, il est chargé de patrouiller dans le nord, et est probablement l'un des derniers navires de la Royal Navy propulsé au charbon. Sa première prise, au large de l'Islande, est le cargo de la Hamburg America Line Antiocha, sabordé par son équipage après avoir été arraisonné, et qui sert de cible de tir aux marins du Laurentic. Le navire connaît début 1940 un épisode moins glorieux lorsqu'il s'échoue sur Islay, ce qui nécessite l'intervention de remorqueurs et six semaines de réparations.
Le 3 novembre 1940, le Laurentic est appelé à l'aide par le cargo Casanare, torpillé par un U-Boot, pour repêcher des survivants. Il est alors à son tour torpillé par le U-99 commandé par Otto Kretschmer, et coule avec 49 des 416 personnes à bord. Un autre croiseur auxiliaire, le Patroclus de la Blue Star Line, est à son tour coulé alors qu'il venait en aide aux rescapés. Il emporte avec lui 79 personnes, tandis que la décision prise de venir sur les lieux alors que le sous-marin pouvait être encore présent suscite la polémique.

## Caractéristiques

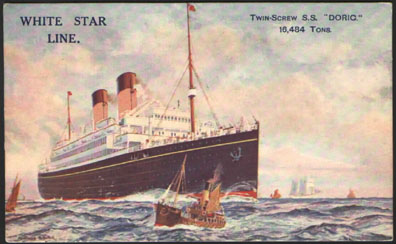
Le Laurentic est un paquebot dérivé du Doric et de ses jumeaux.

Le Laurentic est le quatrième d'une série de navires commandés par l'International Mercantile Marine Co. aux chantiers Harland & Wolff, après le Regina, le Pittsburgh et le Doric. Tous arborent une même silhouette, avec deux cheminées aux couleurs de la compagnie encadrées de deux mâts, mais le Laurentic est légèrement plus volumineux que ses prédécesseurs. Il jauge en effet 18 724 tonneaux de jauge brute, et mesure 182,9 mètres sur 23. Il diffère également dans la mesure où il n'a pas été équipé des bossoirs en forme de grue testés sur les trois autres, ses canots étant installés sur les bossoirs alignés sur une double rangée de sept embarcations de chaque côté.
Construit dans un souci d'économie, il est propulsé au charbon quand la plupart de ses contemporains sont alimentés au mazout. Il est également équipé d'un appareil propulsif de type ancien, ses deux hélices latérales étant alimentées par des machines à triple expansion tandis que son hélice centrale est activée par une turbine basse pression. Ce mode de propulsion, expérimenté pour la première fois sur le Laurentic de 1909, est à l'époque totalement supplanté par l'usage de turbines seules. Il est probable que ce système ait été choisi pour sa fiabilité éprouvée depuis de nombreuses années, mais le navire se révèle finalement coûteux à exploiter, ce qui explique en partie sa piètre carrière. Il atteint une vitesse moyenne de 16,5 nœuds. 
Du point de vue des intérieurs, le navire est conçu pour être confortable. Il peut accueillir 596 passagers de classe cabine (l'équivalent de la première classe, sur des navires plus lents offrant des tarifs plus accessibles), 406 en touriste et 500 en troisième classe. Les installations de classe cabine comprennent un salon de style Renaissance, un petit salon, un fumoir de style jacobéen, un salon de cartes, un café véranda, un gymnase et une salle de jeux pour enfants. Les plus luxueuses cabines sont décorées selon les styles Louis XIV à Louis XVI. En classe touriste, une bonne part des cabines peuvent héberger deux personnes, les autres étant conçues pour quatre et six. La troisième classe propose pour sa part des cabines de quatre et six couchettes. Ces deux classes proposent salles à manger, salons, fumoirs, salles de jeux, salles communes et boudoir. Le navire est conçu pour un équipage de 420 personnes.